# Nederlandse kampioenschappen schaatsen afstanden 2016 - 5000 meter mannen
De 5000 meter mannen op de Nederlandse kampioenschappen schaatsen afstanden 2016 werd gereden op zondag 27 december 2015 in ijsstadion Thialf te Heerenveen. Er namen achttien mannen deel.

## Statistieken

### Uitslag
| Positie | Schaatser         | Paar | Baan | Tijd       |
| ------- | ----------------- | ---- | ---- | ---------- |
| Goud    | Sven Kramer       | 8    | I    | 6:11.34    |
| Zilver  | Jorrit Bergsma    | 8    | O    | 6:13.19    |
| Brons   | Douwe de Vries    | 9    | O    | 6:19.90    |
| 4       | Erik Jan Kooiman  | 7    | O    | 6:20.54    |
| 5       | Bob de Vries      | 6    | I    | 6:21.12    |
| 6       | Jan Blokhuijsen   | 6    | O    | 6:21.57    |
| 7       | Arjan Stroetinga  | 9    | I    | 6:21.76    |
| 8       | Evert Hoolwerf    | 4    | I    | 6:24.38 PB |
| 9       | Simon Schouten    | 7    | I    | 6:29.42    |
| 10      | Bob de Jong       | 4    | O    | 6:29.76    |
| 11      | Patrick Roest     | 2    | I    | 6:29.90    |
| 12      | Bart Mol          | 5    | I    | 6:30.57    |
| 13      | Mats Stoltenborg  | 2    | O    | 6:30.93 PB |
| 14      | Marcel Bosker     | 1    | O    | 6:33.50    |
| 15      | Marcel van Ham    | 1    | I    | 6:35.05    |
| 16      | Frank Vreugdenhil | 5    | O    | 6:35.73    |
| 17      | Jos de Vos        | 3    | O    | 6:41.39    |
| NC      | Renz Rotteveel    | 3    | I    | DNF        |

Bron:

### Loting
| Rit | Binnenbaan       | Buitenbaan        |
| --- | ---------------- | ----------------- |
| 1   | Marcel van Ham   | Marcel Bosker     |
| 2   | Patrick Roest    | Mats Stoltenborg  |
| 3   | Renz Rotteveel   | Jos de Vos        |
| 4   | Evert Hoolwerf   | Bob de Jong       |
| 5   | Bart Mol         | Frank Vreugdenhil |
| 6   | Bob de Vries     | Jan Blokhuijsen   |
| 7   | Simon Schouten   | Erik Jan Kooiman  |
| 8   | Sven Kramer      | Jorrit Bergsma    |
| 9   | Arjan Stroetinga | Douwe de Vries    |

1987 · 
1988 · 
1989 · 
1990 · 
1991 · 
1992 · 
1993 · 
1994 · 
1995 · 
1996 · 
1997 · 
1998 · 
1999 · 
2000 · 
2001 · 
2002 · 
2003 · 
2004 · 
2005 · 
2006 · 
2007 · 
2008 · 
2009 · 
2010 · 
2011 · 
2012 · 
2013 · 
2014 · 
2015 · 
2016 · 
2017 · 
2018 · 
2019 · 
2020 · 
2021 · 
2022 · 
2023 · 
2024 · 
2025